# Галісійська Вікіпедія
Галісі́йська Вікіпе́дія (гал. Wikipedia, A enciclopedia libre en galego; коротше, Galipedia) — розділ Вікіпедії галісійською мовою. Заснована 8 березня 2003 року, зараз це 52-та найбільша Вікіпедія серед загального переліку, що знаходиться між Вікіпедіями азейбарджанською і словенською мовами. Станом на 21 лютого 2021 року у цьому розділі є 23 вибраних статей.
Галісійська Вікіпедія станом на 24 березня 2025 року містить 219 954 статті, 153 148 зареєстрованих користувачів, 255 активних дописувачів, 6 адміністраторів
. Загальна кількість сторінок в галісійській Вікіпедії — 540 715, редагувань — 7 003 558, завантажених файлів — 36
. Глибина (рівень розвитку мовного розділу) галісійської Вікіпедії мала і становить 27.5 пунктів
. 

## Історія

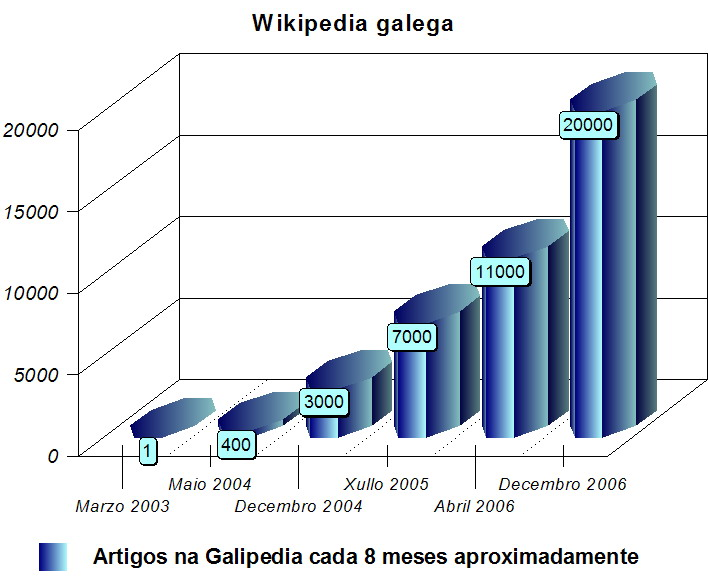
Динаміка зросту Галісійської Вікіпедії до кінця грудня 2006 року

- 8 березня 2003 — бере свій початок;
- 13 листопада 2005 — 10 000 статей;
- 23 червня 2007 — 25 000 статей;
- 23 липня 2009 — 50 000 статей;
- 26 березня 2011 — 70 000 статей;
- 6 вересня 2012 — 90 000 статей;
- 5 березня 2013—100 000 статей;